# 第21F海軍航空隊
第21F海軍航空隊（だい21Fかいぐんこうくうたい、仏: Flottille 21F）は、フランス海軍海軍航空隊哨戒・海洋監視航空群隷下の哨戒機部隊。第二次世界大戦中の1940年6月25日にカサブランカで編成された第2B飛行隊を起源とし、1953年7月17日にラルティーグ海軍航空基地で編成された。ニーム＝ギャロン海軍航空基地に所在し、哨戒機にアトランティック2を運用する。

## 歴史
第21F海軍航空隊は、第二次世界大戦中の1940年6月25日にカサブランカで編成された第2B飛行隊の伝統を継承して、1953年7月17日にロッキードP2V-6飛行隊としてラルティーグ海軍航空基地で新編された。アルジェリア戦争後の1963年にニーム＝ギャロン海軍航空基地へ移駐し、1965年12月にフランス海軍で初となるブレゲーアトランティックを受領し、マザースコードロンとなった。
1967年8月25日に初めて北極上空を飛行、1994年から性能向上型のアトランティック2の配備が開始された。

## 配備基地の変遷
- ラルティーグ海軍航空基地（フランス領アルジェリア）（1953年7月 - 1963年12月）
- ラン＝ビウエ海軍航空基地（ブルターニュ地域圏モルビアン県）（1958年6月 - 1959年2月）
- ニーム＝ギャロン海軍航空基地（ブルターニュ地域圏モルビアン県）（1963年12月 - ）

## 歴代運用機

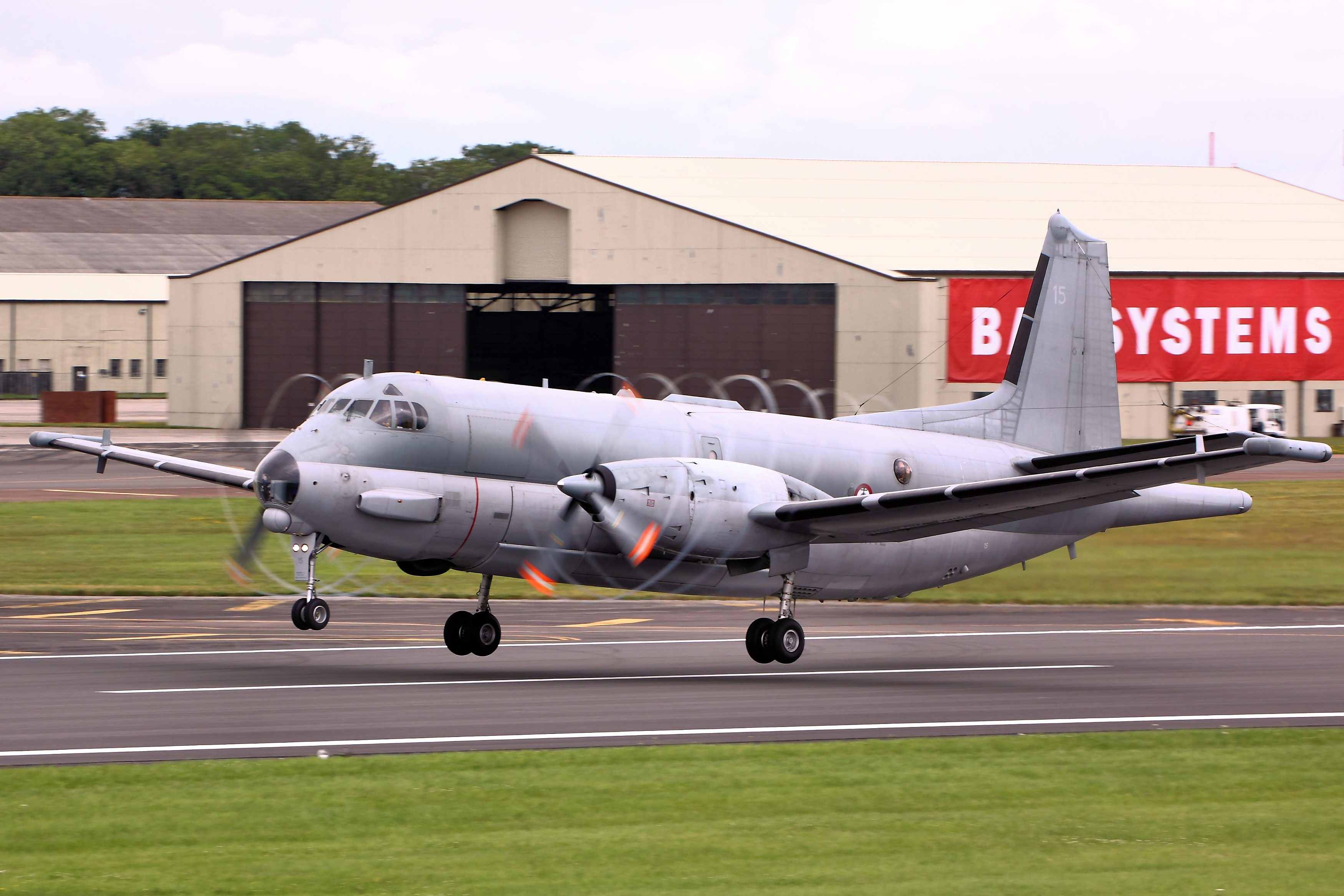
アトランティック2

- P2V-6（1953年7月 - 1966年9月）
- アトランティック（1965年12月 - 1993年6月）
- アトランティック2（1993年9月 - ）